# Instituts Ricci
Els Instituts Ricci, que prenen el nom del sinòleg creador de la primera romanització del xinès i introductor del cristianisme a la Xina Matteo Ricci, són centres de recerca i publicacions dirigides als estudis de cultura antiga i moderna de la Xina, així com al diàleg intercultural entre el món xinès i la resta de tradicions espirituals del món. El seu precursor immediat va ser el "Bureau d'Études Sinologiques", una entitat creada a finals del segle xix pels jesuïtes francesos a Xangai i que va ser pioner en les investigacions sinològica modernes.
Hi ha quatre d'aquests instituts en el món:
- L'Institut Ricci de Taipei, fundat el 1966 pel Pare Yves Raguin, SJ
- L'Institut Ricci de París, fundat el 1972 pel Pare Claude Larre, SJ
- L'Institut Ricci per a la Història Cultural Sinó-occidental de la Universitat de San Francisco, fundat el 1984 per Edward Malatesta, SJ
- L'Institut Ricci de Macau, fundat el 1999 per Yves Camus, SJ i Luis Sequeira, S.J.

Aquests instituts gaudeixen d'independència jurídica i fomenten els programes d'investigació i publicació, col·laborant a la vegada en projectes puntuals. Tot i tractar-se d'una obra dels jesuïtes, tant els directors com el personal poden ser també persones laiques que col·laboren amb sinòlegs xinesos o estrangers.